# 山形県の廃止市町村一覧
山形県の廃止市町村一覧（やまがたけんのはいししちょうそんいちらん）は、山形県における市制・町村制施行（1889年4月1日）後に、市町村合併や他の自治体に統合されることなどにより廃止した市町村の一覧である。単なる名称の変更は対象としない。
- 町村が「町制」・「市制」を施行し町・市となるケース
  - 「市町村」以外の表記名を変更しなかった自治体は一覧に含まれない。（例：天童町 → 天童市）
  - 町制・市制を施行した際に名称を変更した場合も一覧に含まれない。（例：東五百川村 → 宮宿町）
- 市町村が名称変更した場合は一覧に含まれない。
- 所属郡が変更になった場合は一覧に含まれない。
- 市町村合併で廃止した市町村のケース
  - 編入合併した場合の、存続市町村は廃止に当たらないので一覧に含まれない。
  - 編入合併した場合の、廃止した市町村は一覧に含まれる。
  - 新設合併した場合の、廃止した市町村は一覧に含まれる。
  - 新設合併した場合の、名称が残った市町村も一覧に含まれる。（例：旧・鶴岡市 → 新・鶴岡市）
- 分割や分立をしたケース
  - 分割で廃止した市町村は一覧に含まれる。（例：城西村 → 飯塚村・椹沢村）
  - 分立で存続した市町村は一覧に含まれない。（例：五七里村一部 → 八栄里村）

## 1899年以前
- 南村山郡城西村 （1889年12月26日）南村山郡飯塚村・椹沢村に分割のため
- 飽海郡一郷村 （1890年10月16日）飽海郡蕨岡村に編入のため
- 東置賜郡（旧）吉野村 （1891年4月14日）東置賜郡吉野村、金山村に分割のため

## 1900年～1909年
この10年間に県内に廃止市町村なし

## 1910年～1919年
- 西田川郡稲生村 （1918年4月1日）西田川郡鶴岡町に編入のため

## 1920年～1929年
- 西田川郡大宝寺村 （1920年4月1日）西田川郡鶴岡町に編入のため
- 飽海郡稲田村 （1922年6月1日）飽海郡稲川村新設のため
- 飽海郡川行村 （1922年6月1日）飽海郡稲川村新設のため
- 飽海郡鵜渡川原村 （1929年4月1日）飽海郡酒田町に編入のため

## 1930年～1939年
この10年間に県内に廃止市町村なし

## 1940年～1949年
- 飽海郡西平田村 （1941年4月1日）酒田市に編入のため
- 東村山郡鈴川村 （1943年4月1日）山形市に編入のため
- 東村山郡千歳村 （1943年4月1日）山形市に編入のため
- 最上郡稲舟村 （1948年12月1日）最上郡新庄町に編入のため

## 1950年～1959年
- 飽海郡飛島村 （1950年4月1日）酒田市に編入のため
- 南置賜郡上長井村 （1953年8月1日）米沢市に編入のため
- 南村山郡飯塚村 （1954年3月31日）山形市に編入のため
- 西置賜郡（旧）小国町 （1954年3月31日）西置賜郡小国町新設のため
- 西置賜郡南小国村 （1954年3月31日）西置賜郡小国町新設のため
- 西置賜郡北小国村 （1954年3月31日）西置賜郡小国町新設のため
- 南村山郡椹沢村 （1954年6月1日）山形市に編入のため
- 飽海郡西荒瀬村 （1954年8月1日）酒田市に編入のため
- 西村山郡寒河江町 （1954年8月1日）寒河江市新設のため
- 西村山郡西根村 （1954年8月1日）寒河江市新設のため
- 西村山郡柴橋村 （1954年8月1日）寒河江市新設のため
- 西村山郡高松村 （1954年8月1日）寒河江市新設のため
- 西村山郡醍醐村 （1954年8月1日）寒河江市新設のため
- 飽海郡（旧）遊佐町 （1954年8月1日）飽海郡遊佐町新設のため
- 飽海郡稲川村 （1954年8月1日）飽海郡遊佐町新設のため
- 飽海郡西遊佐村 （1954年8月1日）飽海郡遊佐町新設のため
- 飽海郡蕨岡村 （1954年8月1日）飽海郡遊佐町新設のため
- 飽海郡高瀬村 （1954年8月1日）飽海郡遊佐町新設のため
- 飽海郡吹浦村 （1954年8月1日）飽海郡遊佐町新設のため
- 北村山郡（旧）東根町 （1954年8月1日）北村山郡東根町新設のため
- 北村山郡東郷村 （1954年8月1日）北村山郡東根町新設のため
- 北村山郡高崎村 （1954年8月1日）北村山郡東根町新設のため
- 北村山郡大富村 （1954年8月1日）北村山郡東根町新設のため
- 北村山郡小田島村 （1954年8月1日）北村山郡東根町新設のため
- 北村山郡長瀞村 （1954年8月1日）北村山郡東根町新設のため
- 東田川郡大泉村 （1954年8月1日）東田川郡朝日村新設のため
- 東田川郡本郷村 （1954年8月1日）東田川郡朝日村新設のため
- 東田川郡東村 （1954年8月1日）東田川郡朝日村新設のため
- 飽海郡田沢村 （1954年8月1日）飽海郡平田村新設のため
- 飽海郡北俣村 （1954年8月1日）飽海郡平田村新設のため
- 飽海郡南平田村 （1954年8月1日）飽海郡平田村新設のため
- 最上郡東小国村 （1954年9月1日）最上郡最上町新設のため
- 最上郡西小国村 （1954年9月1日）最上郡最上町新設のため
- 南村山郡滝山村 （1954年10月1日）山形市に編入のため
- 南村山郡東沢村 （1954年10月1日）山形市に編入のため
- 南村山郡南沼原村 （1954年10月1日）山形市に編入のため
- 東村山郡高瀬村 （1954年10月1日）山形市に編入のため
- 東村山郡楯山村 （1954年10月1日）山形市に編入のため
- 東村山郡出羽村 （1954年10月1日）山形市に編入のため
- 東村山郡明治村 （1954年10月1日）山形市に編入のため
- 東村山郡大郷村 （1954年10月1日）山形市に編入のため
- 東村山郡金井村 （1954年10月1日）山形市に編入のため
- 南置賜郡万世村 （1954年10月1日）米沢市に編入のため
- 南置賜郡広幡村 （1954年10月1日）米沢市に編入のため
- 南置賜郡六郷村 （1954年10月1日）米沢市に編入のため
- 南置賜郡塩井村 （1954年10月1日）米沢市に編入のため
- 南村山郡上山町 （1954年10月1日）上山市新設のため
- 南村山郡西郷村 （1954年10月1日）上山市新設のため
- 南村山郡本庄村 （1954年10月1日）上山市新設のため
- 南村山郡東村 （1954年10月1日）上山市新設のため
- 南村山郡宮生村 （1954年10月1日）上山市新設のため
- 南村山郡中川村 （1954年10月1日）上山市新設のため
- 東村山郡（旧）山辺町 （1954年10月1日）東村山郡山辺町新設のため
- 東村山郡大寺村 （1954年10月1日）東村山郡山辺町新設のため
- 東村山郡中村 （1954年10月1日）東村山郡山辺町新設のため
- 東村山郡作谷沢村 （1954年10月1日）東村山郡山辺町新設のため
- 東村山郡相模村 （1954年10月1日）東村山郡山辺町新設のため
- 東村山郡長崎町 （1954年10月1日）東村山郡中山町新設のため
- 東村山郡豊田村 （1954年10月1日）東村山郡中山町新設のため
- 西村山郡谷地町 （1954年10月1日）西村山郡河北町新設のため
- 西村山郡西里村 （1954年10月1日）西村山郡河北町新設のため
- 西村山郡溝延村 （1954年10月1日）西村山郡河北町新設のため
- 西村山郡北谷地村 （1954年10月1日）西村山郡河北町新設のため
- 西村山郡大井沢村 （1954年10月1日）西村山郡西川町新設のため
- 西村山郡本道寺村 （1954年10月1日）西村山郡西川町新設のため
- 西村山郡川土居村 （1954年10月1日）西村山郡西川町新設のため
- 西村山郡西山村 （1954年10月1日）西村山郡西川町新設のため
- 西置賜郡荒砥町 （1954年10月1日）西置賜郡白鷹町新設のため
- 西置賜郡蚕桑村 （1954年10月1日）西置賜郡白鷹町新設のため
- 西置賜郡鮎貝村 （1954年10月1日）西置賜郡白鷹町新設のため
- 西置賜郡十王村 （1954年10月1日）西置賜郡白鷹町新設のため
- 西置賜郡白鷹村 （1954年10月1日）西置賜郡白鷹町新設のため
- 西置賜郡東根村 （1954年10月1日）西置賜郡白鷹町新設のため
- 東田川郡狩川町 （1954年10月1日）東田川郡立川町新設のため
- 東田川郡立谷沢村 （1954年10月1日）東田川郡立川町新設のため
- 東田川郡清川村 （1954年10月1日）東田川郡立川町新設のため
- 飽海郡一条村 （1954年10月1日）飽海郡八幡町新設のため
- 飽海郡観音寺村 （1954年10月1日）飽海郡八幡町新設のため
- 飽海郡大沢村 （1954年10月1日）飽海郡八幡町新設のため
- 飽海郡日向村 （1954年10月1日）飽海郡八幡町新設のため
- 北村山郡（旧）尾花沢町 （1954年10月1日）北村山郡尾花沢町新設のため
- 北村山郡福原村 （1954年10月1日）北村山郡尾花沢町新設のため
- 北村山郡宮沢村 （1954年10月1日）北村山郡尾花沢町新設のため
- 北村山郡玉野村 （1954年10月1日）北村山郡尾花沢町新設のため
- 北村山郡常盤村 （1954年10月1日）北村山郡尾花沢町新設のため
- 東村山郡（旧）天童町 （1954年10月1日）東村山郡天童町新設のため
- 東村山郡成生村 （1954年10月1日）東村山郡天童町新設のため
- 東村山郡蔵増村 （1954年10月1日）東村山郡天童町新設のため
- 東村山郡津山村 （1954年10月1日）東村山郡天童町新設のため
- 東村山郡寺津村 （1954年10月1日）東村山郡天童町新設のため
- 北村山郡山口村 （1954年10月1日）東村山郡天童町新設のため
- 北村山郡田麦野村 （1954年10月1日）東村山郡天童町新設のため
- 西村山郡本郷村 （1954年10月1日）西村山郡漆川村新設のため
- 西村山郡七軒村 （1954年10月1日）西村山郡漆川村新設のため
- 西置賜郡豊原村 （1954年10月1日）西置賜郡飯豊村新設のため
- 西置賜郡添川村 （1954年10月1日）西置賜郡飯豊村新設のため
- 西置賜郡豊川村 （1954年10月1日）西置賜郡飯豊村新設のため
- 東置賜郡高畠町 （1954年10月1日）東置賜郡社郷町新設のため
- 東置賜郡二井宿村 （1954年10月1日）東置賜郡社郷町新設のため
- 東置賜郡屋代村 （1954年10月1日）東置賜郡社郷町新設のため
- 東置賜郡亀岡村 （1954年10月1日）東置賜郡社郷町新設のため
- 東置賜郡和田村 （1954年10月1日）東置賜郡社郷町新設のため
- 南村山郡金井村 （1954年11月1日）山形市に編入のため
- 南置賜郡三沢村 （1954年11月1日）米沢市に編入のため
- 南置賜郡窪田村 （1954年11月1日）米沢市に編入のため
- 西村山郡白岩町 （1954年11月1日）寒河江市に編入のため
- 西村山郡三泉村 （1954年11月1日）寒河江市に編入のため
- 北村山郡楯岡町 （1954年11月1日）村山市新設のため
- 北村山郡西郷村 （1954年11月1日）村山市新設のため
- 北村山郡大倉村 （1954年11月1日）村山市新設のため
- 北村山郡大久保村 （1954年11月1日）村山市新設のため
- 北村山郡富本村 （1954年11月1日）村山市新設のため
- 北村山郡戸沢村 （1954年11月1日）村山市新設のため
- 西村山郡宮宿町 （1954年11月1日）西村山郡朝日町新設のため
- 西村山郡大谷村 （1954年11月1日）西村山郡朝日町新設のため
- 西村山郡西五百川村 （1954年11月1日）西村山郡朝日町新設のため
- 西置賜郡長井町 （1954年11月15日）長井市新設のため
- 西置賜郡長井村 （1954年11月15日）長井市新設のため
- 西置賜郡西根村 （1954年11月15日）長井市新設のため
- 西置賜郡平野村 （1954年11月15日）長井市新設のため
- 西置賜郡伊佐沢村 （1954年11月15日）長井市新設のため
- 西置賜郡豊田村 （1954年11月15日）長井市新設のため
- 東田川郡新堀村 （1954年12月1日）酒田市に編入のため
- 東田川郡広野村 （1954年12月1日）酒田市に編入のため
- 西田川郡袖浦村 （1954年12月1日）酒田市に編入のため
- 飽海郡東平田村 （1954年12月1日）酒田市に編入のため
- 飽海郡北平田村 （1954年12月1日）酒田市に編入のため
- 飽海郡中平田村 （1954年12月1日）酒田市に編入のため
- 飽海郡上田村 （1954年12月1日）酒田市に編入のため
- 飽海郡本楯村 （1954年12月1日）酒田市に編入のため
- 飽海郡南遊佐村 （1954年12月1日）酒田市に編入のため
- 北村山郡袖崎村 （1954年12月1日）村山市に編入のため
- 最上郡舟形村 （1954年12月1日）最上郡舟形町新設のため
- 最上郡堀内村 （1954年12月1日）最上郡舟形町新設のため
- 最上郡（旧）鮭川村 （1954年12月1日）最上郡鮭川村新設のため
- 最上郡豊里村 （1954年12月1日）最上郡鮭川村新設のため
- 最上郡豊田村 （1954年12月1日）最上郡鮭川村新設のため
- 東田川郡（旧）藤島町 （1954年12月1日）東田川郡藤島町新設のため
- 東田川郡長沼村 （1954年12月1日）東田川郡藤島町新設のため
- 東田川郡八栄島村 （1954年12月1日）東田川郡藤島町新設のため
- 東田川郡東栄村 （1954年12月1日）東田川郡藤島町新設のため
- 東田川郡山添村 （1954年12月1日）東田川郡櫛引村新設のため
- 東田川郡黒川村 （1954年12月1日）東田川郡櫛引村新設のため
- 東田川郡（旧）余目町 （1954年12月1日）東田川郡余目町新設のため
- 東田川郡大和村 （1954年12月1日）東田川郡余目町新設のため
- 東田川郡十六合村 （1954年12月1日）東田川郡余目町新設のため
- 東田川郡八栄里村 （1954年12月1日）東田川郡余目町新設のため
- 東田川郡常万村 （1954年12月1日）東田川郡余目町新設のため
- 東田川郡栄村 （1954年12月1日）東田川郡余目町新設のため
- 西田川郡（旧）温海町 （1954年12月1日）西田川郡温海町新設のため
- 西田川郡念珠関村 （1954年12月1日）西田川郡温海町新設のため
- 西田川郡福栄村 （1954年12月1日）西田川郡温海町新設のため
- 西田川郡山戸村 （1954年12月1日）西田川郡温海町新設のため
- 南置賜郡山上村 （1955年1月1日）米沢市に編入のため
- 北村山郡大高根村 （1955年1月1日）村山市に編入のため
- 北村山郡（旧）大石田町 （1955年1月1日）北村山郡大石田町新設のため
- 北村山郡横山村 （1955年1月1日）北村山郡大石田町新設のため
- 北村山郡亀井田村 （1955年1月1日）北村山郡大石田町新設のため
- 東置賜郡小松町 （1955年1月1日）東置賜郡川西町新設のため
- 東置賜郡大塚村 （1955年1月1日）東置賜郡川西町新設のため
- 東置賜郡犬川村 （1955年1月1日）東置賜郡川西町新設のため
- 東置賜郡中郡村 （1955年1月1日）東置賜郡川西町新設のため
- 南置賜郡玉庭村 （1955年1月1日）東置賜郡川西町新設のため
- 東村山郡干布村 （1955年1月1日）東村山郡豊栄村新設のため
- 東村山郡高擶村 （1955年1月1日）東村山郡豊栄村新設のため
- 飽海郡松嶺町 （1955年1月1日）飽海郡松山町新設のため
- 飽海郡上郷村 （1955年1月1日）飽海郡松山町新設のため
- 飽海郡内郷村 （1955年1月1日）飽海郡松山町新設のため
- 東田川郡横山村 （1955年1月1日）東田川郡三川村新設のため
- 東田川郡押切村 （1955年1月1日）東田川郡三川村新設のため
- 西田川郡東郷村 （1955年1月1日）東田川郡三川村新設のため
- 東田川郡渡前村 （1955年1月10日）東田川郡藤島町に編入のため
- 東置賜郡上郷村 （1955年2月1日）米沢市に編入のため
- 東置賜郡吉島村 （1955年2月1日）東置賜郡川西町に編入のため
- 東田川郡広瀬村 （1955年2月1日）東田川郡羽黒町新設のため
- 東田川郡泉村 （1955年2月1日）東田川郡羽黒町新設のため
- 東田川郡手向村 （1955年2月1日）東田川郡羽黒町新設のため
- 東置賜郡（旧）宮内町 （1955年2月1日）東置賜郡宮内町新設のため
- 東置賜郡吉野村 （1955年2月1日）東置賜郡宮内町新設のため
- 東置賜郡金山村 （1955年2月1日）東置賜郡宮内町新設のため
- 東置賜郡漆山村 （1955年2月1日）東置賜郡宮内町新設のため
- 南置賜郡南原村 （1955年4月1日）米沢市に編入のため
- 東田川郡黄金村 （1955年4月1日）鶴岡市に編入のため
- 東田川郡斎村 （1955年4月1日）鶴岡市に編入のため
- 西田川郡湯田川村 （1955年4月1日）鶴岡市に編入のため
- 西田川郡大泉村 （1955年4月1日）鶴岡市に編入のため
- 西田川郡栄村 （1955年4月1日）鶴岡市に編入のため
- 西田川郡京田村 （1955年4月1日）鶴岡市に編入のため
- 最上郡萩野村 （1955年4月1日）新庄市に編入のため
- 東置賜郡糠野目村 （1955年4月1日）東置賜郡社郷町（即日改称、高畠町）に編入のため
- 最上郡（旧）古口村 （1955年4月1日）最上郡古口村新設のため
- 最上郡角川村 （1955年4月1日）最上郡古口村新設のため
- 最上郡戸沢村 （1955年4月1日）最上郡古口村新設のため
- 東置賜郡沖郷村 （1955年4月1日）東置賜郡和郷村新設のため
- 東置賜郡梨郷村 （1955年4月1日）東置賜郡和郷村新設のため
- 東置賜郡（旧）赤湯町 （1955年6月10日）東置賜郡赤湯町新設のため
- 東置賜郡中川村 （1955年6月10日）東置賜郡赤湯町新設のため
- 西田川郡加茂町 （1955年7月29日）鶴岡市に編入のため
- 西田川郡田川村 （1955年7月29日）鶴岡市に編入のため
- 西田川郡上郷村 （1955年7月29日）鶴岡市に編入のため
- 西田川郡豊浦村 （1955年7月29日）鶴岡市に編入のため
- 西田川郡（旧）大山町 （1955年7月29日）西田川郡大山町新設のため
- 西田川郡西郷村 （1955年7月29日）西田川郡大山町新設のため
- 東村山郡大曾根村 （1956年4月1日）山形市に編入のため
- 東村山郡山寺村 （1956年6月1日）山形市・東村山郡豊栄村に分割編入のため
- 最上郡八向村 （1956年9月30日）新庄市に編入のため
- 最上郡（旧）真室川町 （1956年9月30日）最上郡真室川町新設のため
- 最上郡安楽城村 （1956年9月30日）最上郡真室川町新設のため
- 最上郡及位村 （1956年9月30日）最上郡真室川町新設のため
- 南村山郡蔵王村 （1956年12月23日）山形市に編入のため
- 南村山郡村木沢村 （1956年12月23日）山形市に編入のため
- 南村山郡柏倉門伝村 （1956年12月23日）山形市に編入のため
- 南村山郡本沢村 （1956年12月23日）山形市に編入のため
- 南村山郡山元村 （1957年3月21日）上山市に編入のため
- 南置賜郡中津川村 （1958年4月1日）西置賜郡飯豊村（即日町制、飯豊町）に編入のため
- 西村山郡左沢町 （1959年8月20日）西村山郡大江町新設のため
- 西村山郡漆川村 （1959年8月20日）西村山郡大江町新設のため

## 1960年～1969年
- 西置賜郡津川村 （1960年8月1日）西置賜郡小国町に編入のため
- 東村山郡豊栄村 （1962年10月20日）天童市に編入のため
- 西田川郡大山町 （1963年9月1日）鶴岡市に編入のため
- 東置賜郡宮内町 （1967年4月1日）南陽市新設のため
- 東置賜郡赤湯町 （1967年4月1日）南陽市新設のため
- 東置賜郡和郷村 （1967年4月1日）南陽市新設のため

## 1970年～1999年
この30年間に県内に廃止市町村なし

## 2000年～2019年
- 東田川郡立川町 （2005年7月1日）東田川郡庄内町新設のため
- 東田川郡余目町 （2005年7月1日）東田川郡庄内町新設のため
- 旧・鶴岡市 （2005年10月1日）鶴岡市新設のため
- 東田川郡藤島町 （2005年10月1日）鶴岡市新設のため
- 東田川郡羽黒町 （2005年10月1日）鶴岡市新設のため
- 東田川郡櫛引町 （2005年10月1日）鶴岡市新設のため
- 東田川郡朝日村 （2005年10月1日）鶴岡市新設のため
- 西田川郡温海町 （2005年10月1日）鶴岡市新設のため
- 旧・酒田市 （2005年11月1日）酒田市新設のため
- 飽海郡八幡町 （2005年11月1日）酒田市新設のため
- 飽海郡松山町 （2005年11月1日）酒田市新設のため
- 飽海郡平田町 （2005年11月1日）酒田市新設のため